# Барбарин ров

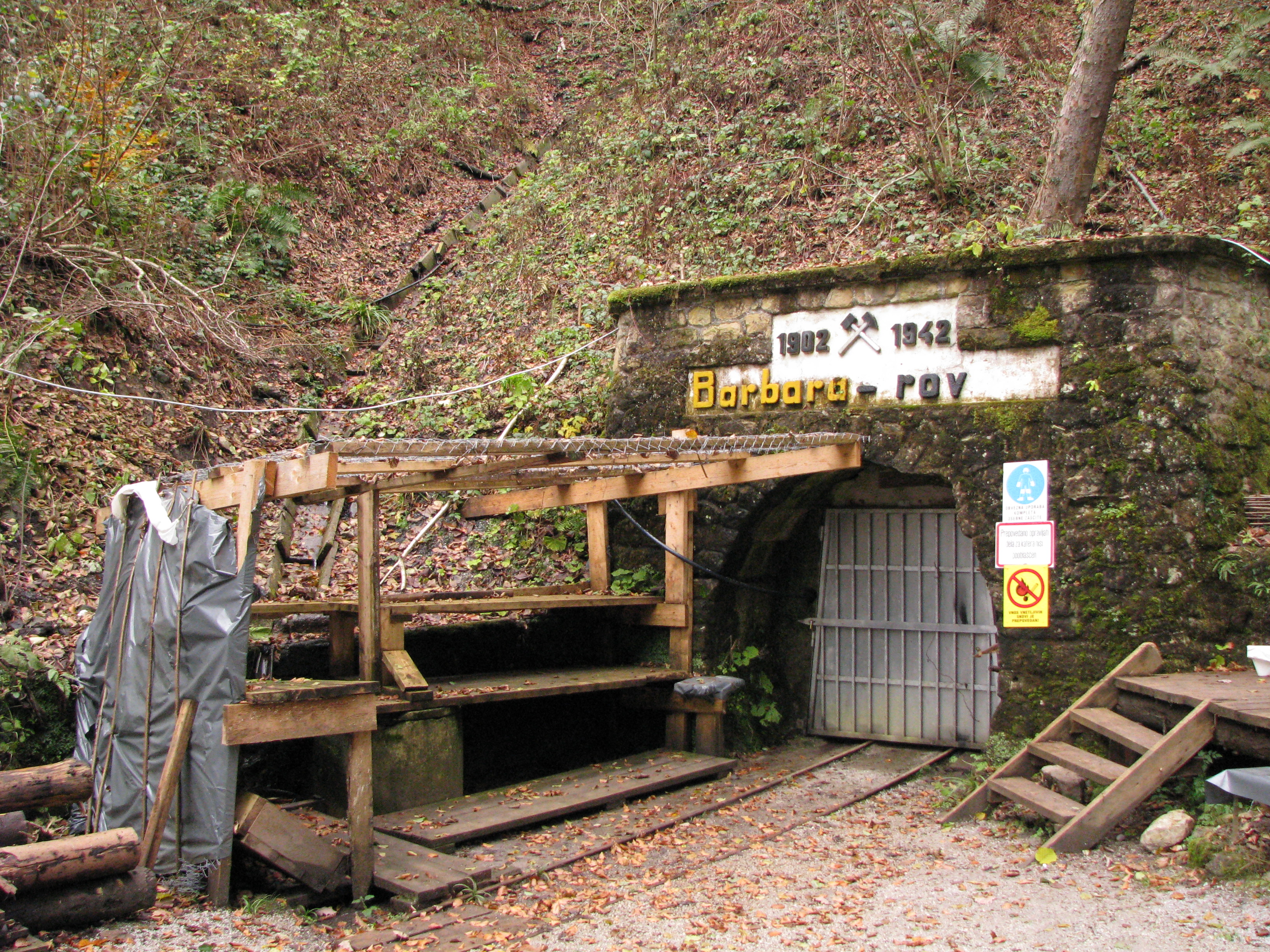
Вход в Барбарин ров.

Барбарин ров — участок шахты Худа Яма, недалеко от городка Худа Яма в Словении. Здесь находится братская могила и место массовых убийств, совершенных партизанами Тито после окончания Второй мировой войны. В этом месте партизаны без суда казнили множество военных и мирных жителей, большинство из которых были словенцами и хорватами, но также включали представителей других народов из бывших югославских республик.
Братская могила впервые стала предметом публичных дискуссий в 1990 году, после падения коммунизма в Югославии. В том же году на месте Барбариного рва была установлена мемориальная часовня, хотя точное местонахождение всех могил в то время было неизвестно.
Барбарин ров считается крупнейшей братской могилой в Словении на сегодняшний день. К началу 21 в. обнаружены останки 12 000 жертв. Большинство жертв были убиты и брошены в яму возле Кочевого рога. Захоронение ещё не до конца раскопано, и, по оценкам, здесь могут находиться останки до 20 000 человек. Черногорцы, члены Королевской югославской армии на родине, а также ряд священников Сербской православной церкви из Черногории были расстреляны и похоронены возле Зидани-Моста.

## Статьи по теме
- Резня в Кочевских лесах
- Фойба